# Coux (Charente-Maritime)
Coux é uma comuna francesa na região administrativa da Nova Aquitânia, no departamento de Charente-Maritime. Estende-se por uma área de 13,21 km². Em 2010 a comuna tinha 478 habitantes (densidade: 36,2 hab./km²).